# گوی‌تر سفلی
گوی‌تر سفلی، روستایی است از توابع شهرستان کلاردشت در استان مازندران ایران.

## مردم شناسی
جمعیت
براساس سرشماری مرکز آمار ایران در سال ۱۳۹۰، جمعیت آن ۱۴۵۰ نفر (۵۰۰خانوار) بوده‌است.
مردم
مردم بومی گوی‌تر سفلی از قومیت طبری و عمده‌اي دیگر مردمان این روستا از تبعید شدگان طایفه خواجه‌وند و قومیت کرد هستند.
زبان
مردم بومی گوی‌تر سفلی به زبان طبری با گویش کلارستاقی و بعضی تلفیق زبان کردی با بومی سخن می‌گویند.